# John Glen (polityk)
John Glen (ur. 1 kwietnia 1974 w Bath) – brytyjski polityk, członek Partii Konserwatywnej. Od 2010 roku poseł do Izby Gmin z okręgu Salisbury. Naczelny sekretarz skarbu (2022–2023). Skarbnik Generalny (2023–2024).

## Życiorys
Urodził się w 1974 roku w Bath. Wczesne dzieciństwo spędził na wiejskich obszarach hrabstwa Wiltshire, gdzie rodzice posiadali gospodarstwo ogrodnicze. Uczęszczał do King Edward's School w Bath. Studiował historię współczesną na Uniwersytecie Oksfordzkim.
Został wybrany posłem do Izby Gmin z okręgu Salisbury w 2010 roku. Uzyskał reelekcję w 2015, 2017, 2019 i 2024 roku.
4 czerwca 2017 objął urząd podsekretarza stanu w ministerstwie cyfryzacji, kulyry mediów i sportu, który sprawował do 9 stycznia 2018 – gdy objął stanowisko sekretarza gospodarczego (młodszego ministra) w HM Treasury. 25 października 2022 został naczelnym sekretarzem skarbu w gabinecie Rihiego Sunaka. Następnie, od 13 listopada 2023 do czasu dymisji Sunaka (po wyborach w 2024), sprawował funkcję Skarbnika Generalnego. Utrzymał to stanowisko w powstałym wówczas gabinecie cieni.